# Ananteris palmari
Espèce
Ananteris palmari est une espèce de scorpions de la famille des Ananteridae.

## Distribution
Cette espèce est endémique de l'État d'Amazonas au Brésil. Elle se rencontre vers Atalaia do Norte.

## Description
La femelle holotype mesure 14,75 mm.

## Systématique et taxinomie
Cette espèce a été décrite par Botero-Trujillo et Noriega en 2011.

## Étymologie
Son nom d'espèce lui a été donné en référence au lieu de sa découverte, la réserve naturelle Palmari.

## Publication originale
- Botero-Trujillo & Noriega, 2011 : « On the identity of Microananteris, with a discussion on pectinal morphology, and description of a new Ananteris from Brazil (Scorpiones, Buthidae). » Zootaxa, no 2747, p. 37–52.